# گرت-دیتمار کلاوسه
گرت-دیتمار کلاوسه (آلمانی: Gert-Dietmar Klause؛ زادهٔ ۲۵ مارس ۱۹۴۵) اسکی‌باز صحرانوردی اهل آلمان است.